# Roger Rochard
Roger Rochard (Francia, 20 de abril de 1913-24 de febrero de 1993) fue un atleta francés especializado en la prueba de 5000 m, en la que consiguió ser campeón europeo en 1938.

## Carrera deportiva
En el Campeonato Europeo de Atletismo de 1934 ganó la medalla de oro en los 5000 metros, llegando a meta en un tiempo de 14:36.8 segundos, por delante del polaco Janusz Kusociński y del finlandés Ilmari Salminen (bronce con 14:43.6 segundos).